# Synemosyna taperae
Synemosyna taperae là một loài nhện trong họ Salticidae.
Loài này thuộc chi Synemosyna. Synemosyna taperae được Cândido Firmino de Mello-Leitão miêu tả năm 1933.